# Дом М. И. Редозубова
Дом М. И. Редозубова — памятник архитектуры в историческом районе Започаинье (Ильинская слобода) Нижнего Новгорода. Построен в 1838—1839 годах по проекту городского архитектора Г. И. Кизеветтера в стиле ранней академической эклектики.

## История
В 1838 году 26-летний купец второй гильдии Михаил Иванович Редозубов был избран по сословию судьёй Словесного суда и принял решение построить соответствующую своему новому положению усадьбу на Ильинской улице. Проект был заказан первому городскому архитектору Нижнего Новгорода Г. И. Кизеветтеру. После высочайшего утверждения императором в Санкт-Петербурге план-фасадов в том же году началось строительство. На исходе строительного сезона кладка стен была подведена под кровлю, а на следующий 1839 год здание было отделано. Новый дом оценивался в крупную сумму в 7500 рублей.
Двухэтажный каменный дом с подвальным сводчатым полуэтажом получил, как и соседний дом купца В. М. Арясова, полукруглые, заполненные орнаментальной лепниной, тимпаны трёх центральных окон второго этажа, а под боковыми оконными проёмами — углублённые в кладку ширинки с точёными балясинами. Фасад первого этажа был украшен квадровым рустом.
Высокое декоративно-художественное исполнение фасада, согласованные архитектурные пропорции как в общем, так и в деталях, сделали здание одной из заметных авторских работ архитектора Г. И. Кизеветтера.